# Église Saint-Saulve de Montreuil-sur-Mer
L'église Saint-Saulve de Montreuil-sur-Mer est une église catholique située à Montreuil-sur-Mer, dans le département du Pas-de-Calais (région Hauts-de-France).

## Historique
L'église Saint-Sauve est une ancienne abbatiale dont la construction remonte au XIe siècle. À l’origine, l’abbatiale se composait d’un clocher-porche encadré par deux tours, d’une nef à collatéraux, d’un transept flanqué de quatre chapelles et d’un chœur à déambulatoire ouvert sur trois chapelles rayonnantes. Deux autres tours surmontaient les bas-côtés orientaux du transept.
L'édifice fut remanié aux XIIIe et XVIe siècles après l'incendie qui provoqua l'effondrement des voûtes. Une chapelle dédiée à Notre-Dame fut ajoutée au bas-côté nord au XVe siècle.
L'église est classé au titre des monuments historiques en 1910. 

## Caractéristiques
Les catastrophes de 1467 et 1537 ont considérablement modifié le plan et l'élévation de l'édifice. Du plan d’origine ne subsistent que le clocher-porche et la base de la tourelle de gauche, la nef et ses bas-côtés et la chapelle Notre-Dame. Depuis le parking situé à l’arrière de la mairie, on aperçoit les vestiges du chœur et des chapelles rayonnantes. 

### La nef
La nef est un vaisseau de huit travées dont les trois dernières sont aujourd’hui occupées par le chœur. Seul le bas-côté nord a résisté à l’incendie de 1537. Le collatéral sud a été reconstruit entre 1596 et 1631 comme l’indiquent les armes de l’abbé Godefroy de La Rue qui ornent l’une des clés de voûte. Les deux dernières travées de ce collatéral ont été relevées en 1819 et voûtées en 1869.
Depuis 1537, l’élévation de l’église ne compte plus que deux niveaux : les grandes arcades soutenues par de robustes piliers octogonaux et le triforium remanié vers 1480 à l’exception, côté nord, de la dernière travée qui date du XIIIe siècle. La voûte ornée de liernes et de tiercerons a été exécutée au milieu du XVIe siècle cinq mètres plus bas que la précédente. La perte des fenêtres hautes contribue à assombrir l’édifice qui n’est plus éclairé que par les fenêtres géminées des collatéraux et les trois oculi ouverts au dessus du maître-autel.

### Le trésor
L’église conserve l’un des plus riches trésors d’église du nord de la France. Celui de l’abbaye Saint-Saulve ayant été détruit lors de l’autodafé de 1793, il se compose dans sa plus grande partie du trésor de l’abbaye Sainte-Austreberthe auquel s’ajoutent quelques éléments du XIXe siècle.
La pièce la plus ancienne est la crosse pastorale de l’abbesse de Pavilly, sainte Austreberthe, dont le bois daté de la fin du VIIe siècle a été richement orné au XIIe siècle. Quelques très beaux reliquaires d’émail ou d’argent doré rehaussés de cabochons et pierres semi-précieuses datent du Moyen Âge. Cette partie du trésor n’est visible que lors de visites guidées.
Plusieurs reliquaires en argent repoussé du milieu du XVIIe siècle, présentés à l’extrémité du collatéral nord, attestent de l’ancienne richesse de l’abbaye bénédictine Sainte-Austreberthe.